# Open Sud de France 2024
Open Sud de France 2024 — тенісний турнір, що проходив на кортах з твердим покриттям у місті Монпельє, Франція з 29 січня. Належав до категорії ATP 250.

## Фінальна частина

### Одиночний розряд
Олександр Бублик —  Борна Чорич 5–7, 6–2, 6–3

### Парний розряд
Садіо Думбія /  Фаб'єн Ребуль —  Альбано Оліветті /  Зам Вайсборн 6–7(5–7), 6–4, [10–6]